# 九段会館
九段会館（くだんかいかん）は、東京都千代田区九段南に所在した施設。旧称は軍人会館。ホール（講堂）やレストラン、宿泊施設などを備え、結婚式やイベント各種などに使用されていたが、2011年（平成23年）3月11日に発生した東日本大震災による天井崩落事故の影響で同年4月に廃業した。
2022年（令和4年）10月1日に九段会館のファサードの一部を残した上で、地上17階建て（高さ約75m）の複合ビル「九段会館テラス」に建て替え、再開業した。

## 概要
1928年（昭和3年）11月10日に挙行された昭和天皇の即位の礼を記念する「昭和御大礼記念事業」の一環として、「軍人会館」の名称にて当施設の建造が計画されたのが始まり。在郷軍人会が計画を主導し、同会主催のコンペで選定された設計案を基にした実施設計を経て1932年（昭和7年）に起工、2年余りの歳月を費やして完成させた。完成後は計画の主導役を務めた在郷軍人会が自らの本部を当施設内に設置したほか、戦前・戦中期を通じては主に軍の予備役・後備役の訓練、宿泊に供された。
終戦後「財団法人軍人会館」の解散により国有資産とされたが、連合国軍進駐に伴いGHQに接収され、「アーミーホール」の名称の下、進駐軍宿舎として使用された。
進駐軍撤退に伴い接収解除となった後、国は当施設の払い下げを公示、最終的に日本遺族会に対し無償払い下げを行うことになったものの、不動産取得税の納付にも事欠くほどだったという同会の財務状況を鑑みた国は「財団法人日本遺族会に対する国有財産の無償貸付に関する法律」（昭和28年法律第200号）（現在の「一般財団法人日本遺族会に対する国有財産の無償貸付に関する法律（昭和28年法律第200号）」）を別途公布かつ施行、これに基づき同会に対し当施設を無償貸与するに至った。名称も「九段会館」に改められ1957年（昭和32年）に再開業、無償貸与を受けた日本遺族会が宿泊・結婚式場・貸しホール等の各事業を運営してきた。しかし、東日本大震災発災時にホールの天井崩落事故で死傷者が出たことから、土地・建物共々日本国政府に返還、廃業に追い込まれた。
屋上には靖国神社の分神が祀られているほか、陸軍大将・乃木希典の歌碑も建てられている。このうち靖国神社の分神に関しては、戦時中に靖国神社が戦災に見舞われた場合に備えたものであったとされている。

## 沿革
- 1928年（昭和3年） - 昭和御大礼記念事業の一環として建設計画が持ち上がる。
- 1930年（昭和5年）
  - 9月 - 在郷軍人会主催による軍人会館懸賞設計競技（コンペ）の実施を発表[8]。
  - 12月15日 - 同競技応募締切[8]。
  - 12月26日 - 審査結果発表。小野武雄設計作品が「1等賞」を受賞《のちに川元良一が小野設計作品を基に実施設計着手》[注 4]
- 1932年（昭和7年）2月 - 着工[1]。
- 1934年（昭和9年）
  - 3月20日 - 竣工[18]。
  - 3月25日 - 落成式[18]。在郷軍人会総裁、閑院宮載仁親王、林銑十郎陸軍大臣、大角岑生海軍大臣が出席。
- 1936年（昭和11年）2月27日 - 二・二六事件 の勃発をうけ、軍人会館に戒厳司令部が設置される。
- 1937年（昭和12年）4月3日‐愛新覚羅溥傑、嵯峨浩の結婚披露宴が取り行われる。
- 1945年（昭和20年）9月 - 連合国軍最高司令官総司令部 (GHQ) により接収。以降「アーミーホール」の名称で連合軍の宿舎として使用[14]。
- 1953年（昭和28年）接収解除。8月12日、「財団法人日本遺族会に対する国有財産の無償貸付に関する法律」公布・施行[15]。日本遺族会への無償貸与を開始すると共に、施設名称を「九段会館」に変更[13][19]。
- 1957年（昭和32年）
  - 7月9日 - 宿泊・食堂両部門先行開業[13]
  - 10月1日 - 結婚式場・宴会場・ホール各部門も開業し、全面開業となる[13][注 5]
- 2011年（平成23年）
  - 3月11日 - 東京観光専門学校の卒業式の最中に東北地方太平洋沖地震発生。天井崩落事故により2名死亡。この日以降休館に追い込まれる[20]。
  - 4月12日 - 日本遺族会の理事会・評議員会を緊急開会。この日を以て廃業とし、土地・建物の国への返還を正式決議[21]。
  - 5月9日- 当施設の運営廃止（廃業）および土地・建物の国への返還を報道発表[22]。
  - 6月30日 - 従業員全員解雇[23]。
- 2016年（平成28年）6月2日 - 関東財務局の有識者委員会が、歴史的価値を生かしながら高度利用を図る方針を決定[24]。
- 2017年（平成29年）9月20日 - 土地・建物を東急不動産が落札。九段会館の一部を残し、地上17階建てのオフィスビルに建て替える（施工は鹿島建設。2022年に完工予定）[2]。

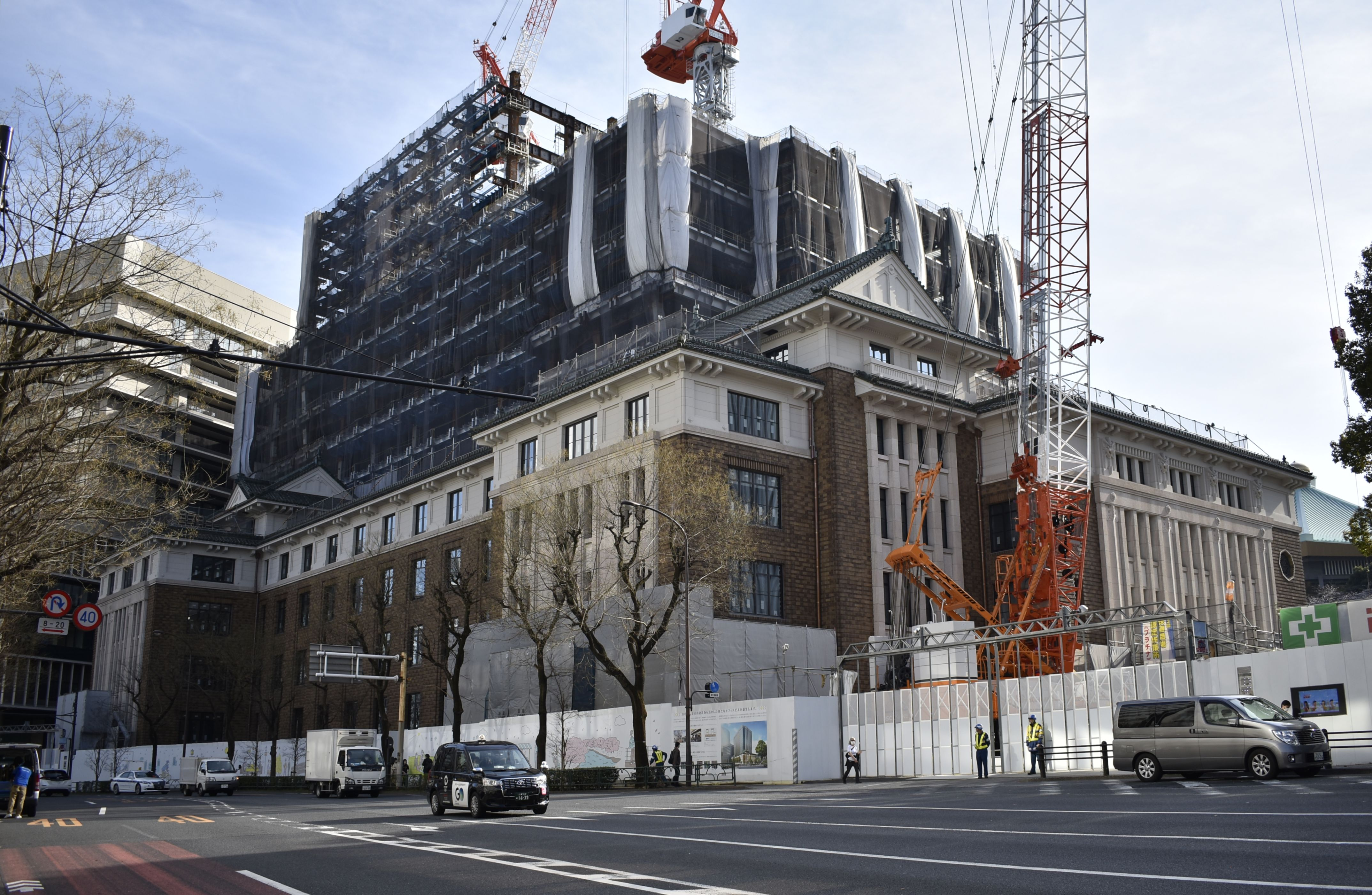
九段下交差点から見た工事中の九段会館（2021年3月）

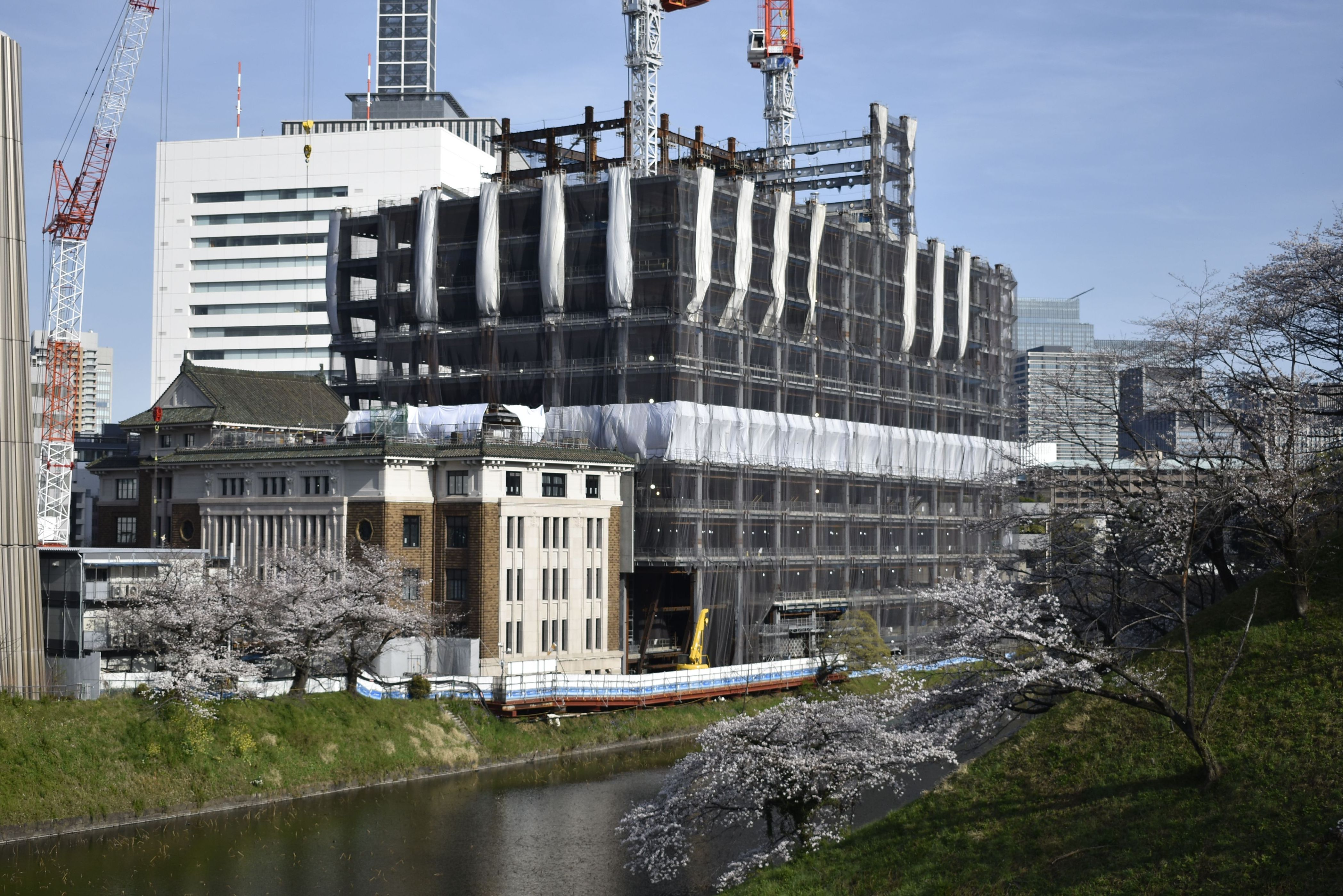
牛ヶ淵側から見た工事中の九段会館（2021年3月）

- 2019年（令和元年）9月11日 - 旧九段会館として登録有形文化財（建造物）に登録[25]。
- 2022年（令和4年）
  - 9月8日 - 建て替えが完了し、報道陣に内部を公開。
  - 10月1日 - 「九段会館テラス」として再開業[26]。オフィスには建て替え前に旧会館を管理していた日本遺族会の事務局も入居。

## 建物概要

### 建築概要
- 設計原案…小野武雄

在郷軍人会が主催した当施設に係る懸賞設計競技で「1等賞」を受賞
- 技術顧問…伊東忠太（工学博士）[1]

小野が「一等賞」を受賞した前記懸賞設計競技に於ける審査員のひとり

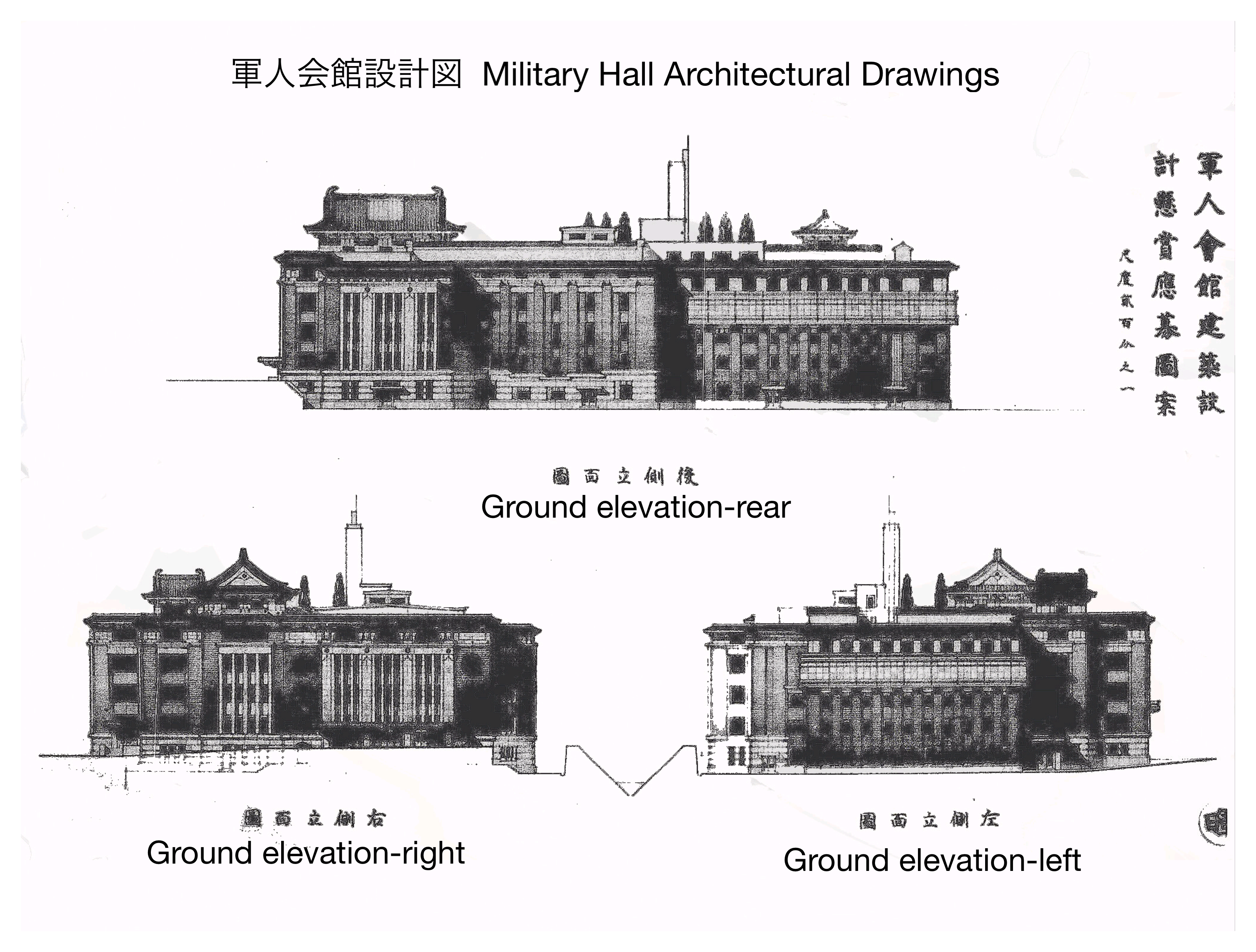
原案

- 技師長（実施設計）…川元良一[1][8]（同潤会建設部長[27]）
- 建設費…250万円[1][注 6][注 7]

軍人（現役軍人・在郷軍人合わせて100万円）、南満州鉄道（100万円）、一般人からの寄付で賄われたほか、昭和天皇からの御下賜金（5万円）もあった
- 特徴…日本趣味建築（帝冠様式）[29]

### 施設概要
ホテル
客室（162室・定員340名）
結婚式場
神殿、チャペル
食堂
くだん亭（寿司・その他和食・中華料理）
味の店 千成
九段迎賓館（創作フレンチ・イタリアン）
コーヒーラウンジ
屋上ガーデン
ホール（講堂）
客席数 1112（1階614席・2階168席・3階330席）。座席の列番号表記は「いろは順」。
2001年度（平成13年度）・2003年度（平成15年度）中に改修工事実施
その他
美容室（主に婚礼美容）

## 使用実例

### 戦前・戦中「軍人会館」

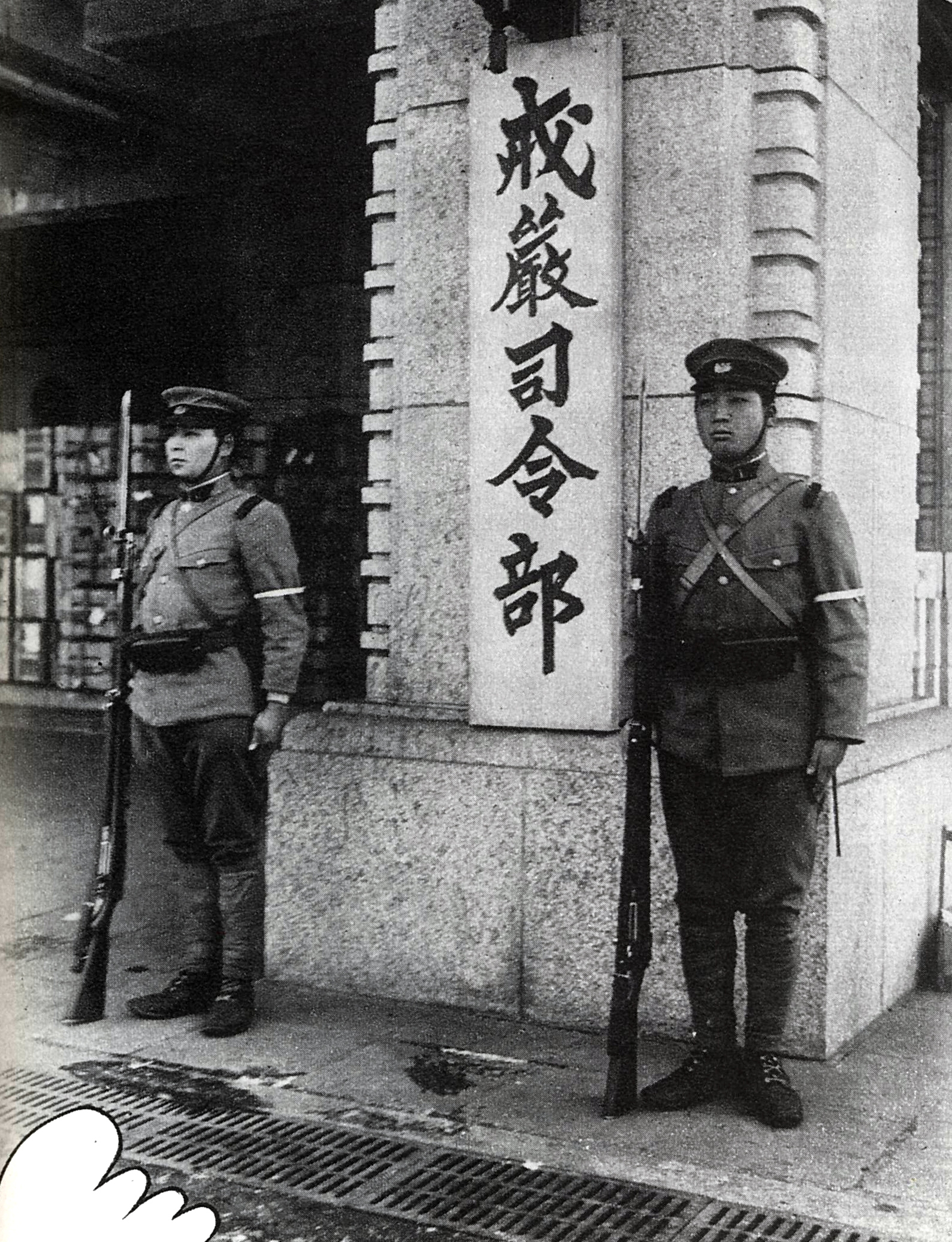
軍人会館に設置された戒厳司令部と、立哨する近衛兵

- 1934年（昭和9年）7月22日 - 新宗教「大本」の二大教祖の一人とされる出口王仁三郎が自らを“統管”とする「昭和神聖会」の発会式を当施設に於いて挙行、内務大臣の後藤文夫や衆議院議長の秋田清など各界の名士3000人以上を集めた[32]。
- 1936年（昭和11年）2月27日 - 前日（2月26日）発生した「二・二六事件」に対する戒厳令発令に伴い、戒厳司令部が当施設内に設置された[33]。
- 1937年（昭和12年）4月3日 - 満州国皇帝・愛新覚羅溥儀の弟・溥傑と、侯爵・嵯峨実勝の長女・浩の結婚式を当施設にて挙行[注 9]。
- 1938年（昭和13年）9月19日 - 大日本回教協会発足を当施設にて発表。各界の名士200余名が発起人に名を連ねる[注 10]。
- 1940年（昭和15年）11月23日 - 大日本産業報国会中央本部創立総会が開催[37]。
- 1942年（昭和17年）2月2日 - 愛国婦人会・大日本連合婦人会・大日本国防婦人会の3団体を統合した大日本婦人会の結成式を当施設にて挙行[38]

### 戦後「九段会館」
日本遺族会運営の下、貸しホール、宿泊、結婚式場などの各事業が展開されてきている。
桜開花シーズンには、皇居の桜を眺望出来ることから、花見を兼ねて食事が出来るプランを設定、、5月から9月は屋上ガーデンスペースを利用してビアガーデンを開設。

#### コンサート会場として
ロックやフォーク系統でホールをコンサート会場として使用するケースは少なくなく、デビューコンサートを開くものも存在する。
国内では、奥華子〔2006年（平成18年）9月22日〕やBIGMAMA〔2010年（平成22年）12月25日〕は、自身デビュー以来となる初ホール公演の会場として選択している。
海外からは、フライング・ブリトウ・ブラザース（1978年4月） XTC (1979年) や ケヴィン・エアーズ（1988年）が　初来日公演の会場として使用してきている。
フォークシンガーの細坪基佳（元「ふきのとう」ボーカル）は「ステージから3階のお客さんの顔が見える。とても身近で、安心感のようなものをもたらしてくれる」と印象を語るとともに、音響については「音が自然にはね返ってくる。ナチュラルな音の返りがあるので、『リバーブ』を足したりすることをせずしても歌いやすい」と評価している。

#### 映画上映会場として
一般向け試写会である「プレミア試写会」の会場として当施設が使われた例として、2007年（平成19年）1月公開の『ユメ十夜』、同年6月公開の『キサラギ』、2009年（平成21年）3月日本公開の『パッセンジャーズ』〔2008年（平成20年）米国にて製作〕、2010年（平成22年）6月公開の『チョルラの詩（うた）』（日韓合作）などが存在する。
2007年9月29日に公開された『クローズド・ノート』に於いてはヒロインの堀井香恵（沢尻エリカ）が所属するマンドリンクラブのコンサートロケ地として、同年11月3日に公開された『ALWAYS 続・三丁目の夕日』に於いてはヒロインの星野六子（堀北真希）が観に行った映画館のロケ地として、何れも当施設が使用されている。

#### その他
- 小林多喜二や宮本百合子の没後周年記念集会が何回か開かれた。
- 韓国の俳優パク・シフが2009年（平成21年）7月5日に初来日した際、初めての日本ファンミーティングを当施設にて開いている[57]。
- 1960年代から1970年代にかけて、日本社会党の党大会が毎年3日間程度開かれていた。
- 1960年1月24日社会党右派のリーダー「反共・愛国・現実路線」掲げる西尾末広元官房長官が創立者たる民社党結党大会が開催され西尾が初代委員長に選出された。

## ギャラリー
- 入口より北面を見る（2010年3月撮影）
- 敷地内より北面を見る（2010年3月撮影）
- 公道より東面を見る（2010年3月撮影）
- 公道より東面を見る（2010年3月撮影）
- ホールの車寄せ（2010年3月撮影）
- ホールのエントランス（2010年3月撮影）
- エントランス（2010年3月撮影）
- エントランスホール（2010年3月撮影）
- ホールの背面より見る（2010年3月撮影）
- ホールの舞台（2010年3月撮影）
- ホールの背面を見る（2010年3月撮影）
- 歩道よりエントランスを見る（2010年3月撮影）
- 九段会館エントランス（2010年3月撮影）
- 日本遺族会エントランス（2010年3月撮影）
- エントランスホール（2010年3月撮影）
- 牛ヶ淵越しに九段会館を望む（2006年3月）

## 東日本大震災後の動き

### 震災による天井崩落事故
東日本大震災に見舞われた2011年（平成23年）3月11日、当施設内ホールでは東京観光専門学校の卒業式を挙行していた。震度5強の地震によりホール前面のラスモルタル吊り天井が広範囲にわたり客席に崩落し、同卒業式の出席者593人のうち、客席に座っていた同校非常勤講師の女性2人が下敷きになり死亡、その他多数が重軽傷を負い、トリアージが行われた。崩落した吊り天井の重量は53キロニュートン (5,400 kgf)であったが、1934年（昭和9年）の竣工当時から吊り天井の改修や補修は行われておらず、フック状の金物を天井裏の骨組みに引っ掛ける簡易な構造であったことから、地震によりフックの一部が外れバランスを崩し、吊り天井がブランコのようにぶら下がり、客席に崩落したと推測されている。

### 閉館
当施設を運営する日本遺族会は2011年4月12日に緊急の理事会と評議員会を開いて事後の対応について協議した結果、同日付にて施設の運営を廃止し、土地も含めて国に返還することを決定〔厚生労働省に通知済〕、更に同年6月30日付で従業員全員を解雇することも決めた。一方で、歴史的建造物であることに加え、全国の戦没者遺族にとって心の拠り所となっていることから、前記4月12日の緊急理事会・評議員会では建造物としての当施設の保存を国に対し要望していくことも決めている。
更に2012年（平成24年）2月28日には、約10年にわたり日本遺族会会長を務めてきた政治家で自民党元幹事長の古賀誠が、前記天井崩落事故で死亡者を出した責任を取って、同会長を辞任している。

### 関係者に対する告訴
ホール吊り天井が崩落し、卒業式を挙行していた東京観光専門学校の非常勤講師2人が死亡したことを巡り、遺族が総支配人及び当施設を運営する日本遺族会・古賀誠会長の2人を崩落防止の義務を怠ったとして、東日本大震災から約2か月経過した2011年（平成23年）5月12日、業務上過失致死傷罪の容疑にて警視庁麹町警察署に刑事告訴した。
刑事告訴を受けて、警視庁は捜査を進めてきたが事故発生当時、吊り天井に関し明確な耐震基準が策定されておらず、その中で、日本遺族会は国が定めていた範囲の定期検査は実施していたとして死亡した2人について事故予見可能性は問えないと判断、そして2013年（平成25年）11月8日、警視庁は遺族らが求めていた前記2名の業務上過失致死傷罪での立件を見送ることを決め、起訴を求めない旨の意見書を付けて東京地方検察庁に書類送付した。
刑事告訴した遺族は、同時に損害賠償の民事訴訟を提訴する考えも示している。
日本政府は吊り天井脱落防止の規制強化の必要性を認識し、建築基準法施行令改定を定めた「国土交通省平成25年告示第771号」が2013年8月5日に公布、翌年の4月1日に施行された。脱落により重大な危害を生ずる恐れがある吊り天井を特定天井と定義し、新築建築物では新基準への適合、既存の特定天井にも落下防止対策や定期点検を行うことを義務付けた。

### 建て替えに向けて
2013年（平成25年）秋、閉鎖され建物がそのまま放置されている現状について、早急な解決を望む古賀の意を受けて、自民党衆議院議員で高齢者、障害者等の移動等の円滑化の促進に関する法律や観光立国推進基本法などの成立に関わる等の実績を有する盛山正仁が、厚生労働省や財務省などと協議を重ねながら、法改正も含めた建替対応策を練り上げていった。そして、民間企業に国有地を貸し付けて建設させるという、いわばPFI的手法を利用して高層建築物に建て替えた上で、その竣工した建築物の一部を日本国政府が取得して、日本遺族会に改めて無償貸与するというスキームを纏め上げた。
加えて、このスキームの実行に際し必要となる「財団法人日本遺族会に対する国有財産の無償貸付に関する法律」の改正案も作成、同改正案は2014年（平成26年）5月15日に開かれた自民党厚生労働部会で了承を取るなどした上で、第186通常国会の会期末が押し迫る同年6月17日に議員立法の形で衆議院に提出された。
当該改正法案は衆議院本会議で可決したものの、参議院に送られた段階で会期末を迎え継続審議扱いとされた。その後、第2次安倍内閣が改造されてから最初に開会した第187臨時国会の、やはり会期末が押し迫る2014年（平成26年）11月18日に、継続審議扱いとされていた参議院に於いて、先に審議が行われ翌11月19日に参議院本会議に於いて可決、その日のうちに衆議院に差し戻され、2日後の11月21日に開かれた衆議院本会議にて可決・成立。11月28日に法律として公布され、即日施行された。
2015年（平成27年）8月31日、関東財務局は当施設に係る建物調査等業務の一般競争入札を公示した。当時は、半月余り後の9月18日に入札並びに開札を行うこととされていた。
前記2011年（平成23年）4月12日に開かれた、日本遺族会の緊急理事会・評議員会に於いて、施設の運営廃止等と共に決定された、建造物としての保存を日本国政府に対し要望する請願については、可決・成立した前記改正案に、附帯決議を採択・添付する形で反映されている。

## 周辺施設等
- 昭和館
- 九段坂病院
- 千代田区役所
- 靖国神社
- 北の丸公園
  - 日本武道館
  - 科学技術館
  - 国立近代美術館
- 皇居

### 交通アクセス
- 東京メトロ東西線・東京メトロ半蔵門線・都営地下鉄新宿線「九段下駅」下車、4番出口より徒歩約1分
- JR中央・総武緩行線「飯田橋駅」下車、東口より徒歩約10分